# Semiothisa alternata
Semiothisa alternata är en fjärilsart som beskrevs av Stephens 1831. Semiothisa alternata ingår i släktet Semiothisa och familjen mätare. Inga underarter finns listade i Catalogue of Life.